# Sergueï Essénine
Sergueï Essénine (en russe : Сергей Александрович Есенин, Sergueï Aleksandrovitch Essénine) est un poète russe et soviétique, né le 21 septembre 1895 (3 octobre dans le calendrier grégorien) à Konstantinovo (en) (Empire russe), et mort le 28 décembre 1925 à Léningrad (URSS), officiellement par suicide.
Il a marqué la poésie russe du XXe siècle.

## Biographie

### Enfance
Sergueï Essénine naît en Russie centrale, dans le bourg de Konstantinovo, gouvernement de Riazan, premier enfant d'Alexandre Essenine, boucher à Moscou, et de Tatiana Titov, travaillant à Riazan, qui ont par la suite deux filles, Yekaterina (1905 - 1977) et Alexandra (1911 - 1981). Il passe la majeure partie de sa petite enfance à Konstantinovo chez ses grands-parents. Admis à l'école primaire en 1904, il la quitte en 1909, pour aller en septembre de cette année-là, comme interne à l'école religieuse de Spas-Klepiki pour devenir instituteur, conformément au souhait de son entourage. Ses premiers vers connus datent de cette période, écrits dès 1909 alors qu'il a 14 ans.

### Débuts de poète
En 1911-1912, Sergueï Essénine se rapproche des écrivains du cercle littéraire et musical Sourikovtsi (ru). À l'été 1911, il rencontre l'un de ses dirigeants, Ivan Alekseievitch Beloousov (ru). Dans une lettre écrite par Essénine à l'un de ses amis en 1913, le jeune poète lui confie que Beloousov reconnait son "vrai talent". À l'été 1912, ayant achevé sa scolarité à l'école paroissiale, il rejoint son père à Moscou et travaille un mois dans la même boutique, avant de se séparer de lui, le père étant étranger aux aspirations littéraires du fils. Sergueï Essénine se fait embaucher dans la maison d'édition Koultoura. Il y reste jusqu'en février 1913. Prenant conscience de ses dons de poète, il commence également à fréquenter les milieux artistiques moscovites. Au printemps 1913, il entre comme correcteur dans une des imprimeries les plus importantes de Moscou et noue ses premiers contacts avec les milieux révolutionnaires sociaux-démocrates ouvriers dont il distribue les journaux, ce qui lui vaut d'être fiché par la police. Il se marie également cette année-là avec Anna Romanovna Izriadnova, correctrice comme lui dans la même imprimerie, avec laquelle il a un enfant l'année suivante, Youri (1914-1938).
En septembre 1913, il s'inscrit à l'université populaire Chaniavski pour y suivre des cours d'histoire et de philosophie et, en janvier 1914 ses premiers poèmes commencent à paraître en revues et dans les colonnes de La Voie de la Vérité, ancêtre de la Pravda.
La déclaration de guerre de l'Allemagne en juillet 1914 le surprend en Crimée. Début août, il est rentré à Moscou et reprend un travail à l'imprimerie Tchernychev, qu'il quitte très vite pour se consacrer à l'écriture, abandonnant également sa compagne Izriadnova qui vient de lui donner son premier enfant. En 1915, Essénine s'installe dans la capitale et se lie d'amitié avec de nombreuses personnalités littéraires célèbres. Un an plus tard, à Petrograd, il est appelé au service militaire.
Il passe une grande partie de l'année 1915 à Pétrograd, qu'il considère comme le noyau de la vie culturelle russe, où Alexandre Blok, grand poète du moment, l'introduit dans les milieux littéraires. Il s'y lie d'amitié avec Nikolaï Kliouïev, rencontre Anna Akhmatova, Vladimir Maïakovski, Nikolaï Goumiliov, Marina Tsvetaïeva, qui apprécient sa poésie. Commence alors pour lui une longue série de lectures et de récitals qui perdurent jusqu'à sa mort.

### Mobilisation
En 1916 paraît son premier recueil Radounitsa. C'est aussi l'année de sa rencontre avec le poète symboliste Andreï Biély, chef du groupe des Scythes, proche des socialistes-révolutionnaires, et celle de sa mobilisation dans le train sanitaire no 143, affectation qu'il obtient grâce à des protections auprès de cercles proches de l'impératrice Alexandra Féodorovna qui ont entendu ses récitals. Plus enclin à la poésie qu'à la guerre, il écope en août de vingt jours d'arrêt pour retard lors d'un retour de permission. Il déserte au printemps de 1917 d'une armée en perdition après le déclenchement de la Révolution et l'abdication de l'empereur Nicolas II. Et c'est débordant d'enthousiasme qu'il prend parti pour la révolution, participant activement à des meetings, écrivant dans les journaux.

### Poète révolutionnaire
En juillet, il épouse Zinaïda Reich, secrétaire à La Cause du Peuple, avec laquelle il a deux enfants, un garçon (Constantin, né en 1920) et une fille avant leur divorce en 1921. Ils passent ensemble la fin de l'année à voyager dans le Nord de la Russie. Pendant la Révolution bolchévique d'Octobre, ils sont à Pétrograd et, dans les mois qui suivent, le poète écrit deux longs poèmes : Transfiguration et Inonia où s'exprime son rêve mystique et révolutionnaire d'une autre Russie.
Au printemps 1918, le poète s'installe à Moscou, où paraît Golouben, son second recueil, et il reprend du service dans une maison d'édition. Fin 1918, il exprime sa conception de la poésie à travers un essai : Les Clés de Marie. Il fonde le mouvement imaginiste avec les poètes Marienhof, Cherchenevitch et Ivnev, et ils organisent des événements ponctuels dans des villes (en particulier Moscou), comme revêtir de poèmes les murs du monastère de la Passion (ru). Il demande à adhérer au parti communiste bolchévique, mais il est refusé pour son manque de discipline et son individualisme.
L'année 1919 est marquée de nombreux récitals, de manifestations et de publications imaginistes, l'ouverture de leur librairie, mais aussi par les rivalités politiques à la tête de l'État, l'apparition de disettes dans une économie de guerre, un spectacle de désolation qui lui inspire son poème Les juments-épaves. C'est la prise de conscience pour Essenine que la Révolution ne peut répondre aux attentes de ses rêves.
Essenine et Marienhof voyagent ensemble à travers la Russie une bonne partie de l'année 1920, donnant des récitals en Ukraine, à Moscou et dans plusieurs villes du Caucase. Leur passage est aussi marqué très souvent de scandales et de rixes liés aux beuveries d'Essenine, qui se trouve exclu de l'Union panrusse des poètes en mai à la suite d’une rixe avec un poète russe de passage, et incarcéré une semaine à Moscou à la mi-septembre. Trois recueils paraissent cette année-là : Treridnitsa, Triptyque, Transfiguration, un quatrième Confession d'un voyou en janvier 1921, et son grand poème dramatique Pougatchev en décembre.

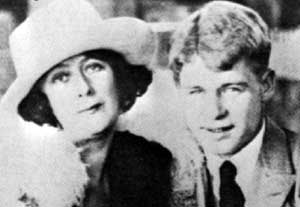
Avec Isadora Duncan en 1923.

Au printemps 1921, Essenine voyage au Turkestan. Il passe l'été à Moscou toujours aussi agité par les rivalités politiques : Maxime Gorki quitte la Russie ; le poète Nikolaï Goumiliov est fusillé.

### Isadora Duncan
Début octobre, il rencontre Isadora Duncan, de dix-huit ans son aînée, invitée par le gouvernement soviétique. Il l'épouse le 2 mai 1922, avant de partir avec elle pour l'Europe et pour l'Amérique où l'impresario d'Isadora Duncan lui a aménagé une tournée.
Il publie deux nouveaux recueils : le plus illustre est la Confession d’un voyou en 1921. Malgré son engagement social, le poète ressent encore sa solitude et écrit : un poète lyrique ne devrait pas vivre très longtemps. Duncan et Essenine voyagent en Europe occidentale et c’est durant cette période qu'Essenine connaît une grave dépression nerveuse. Sa santé physique et mentale décline et il commence à parler de suicide. Lors de son séjour à Paris, il est sujet à une grave crise due à l’alcool. Il est admis dans un hôpital psychiatrique.

### Déclin
En 1923, il retourne à Moscou et quitte Isadora. Écœuré de tout et très déprimé, souffrant d’hallucinations et miné par l’alcoolisme, il ne peut trouver aucun secours dans la religion. En revanche, quand il écrit, il est sobre. Il ressent de plus en plus une incapacité à écrire comme un vrai poète : « Je n’écris plus de poésie, je ne fais que des vers ». En 1923, il publie Poèmes d’un faiseur de scandales. Il entre en clinique en 1925, la quitte un mois plus tard et recommence à boire puis repart pour Léningrad. C’est dans cette ville qu’il est retrouvé pendu dans la chambre nº 5 de l'hôtel Angleterre le 28 décembre 1925.
Il laissa un poème écrit avec son propre sang. 
До свиданья, друг мой, до свиданья.
Милый мой, ты у меня в груди.
Предназначенное расставанье
Обещает встречу впереди.
До свиданья, друг мой, без руки, без слова,
Не грусти и не печаль бровей,-
В этой жизни умирать не ново,
Но и жить, конечно, не новей.
Au revoir, mon ami, au revoir,
Mon tendre ami que je garde en mon cœur.
Cette séparation prédestinée
Est promesse d’un revoir prochain.
Au revoir, mon ami, sans geste, sans mot,
Ne sois ni triste, ni chagrin.
Mourir en cette vie n'est pas nouveau,
Mais vivre, assurément, n'est pas plus neuf.
Cependant, rien aujourd'hui ne permet encore de confirmer si ce poème lui appartient. En effet, de nombreuses marques laissées sur le corps du poète sèment le doute quant à l'authenticité de son suicide, pour ne pas évoquer la possibilité d'un assassinat déguisé en suicide.

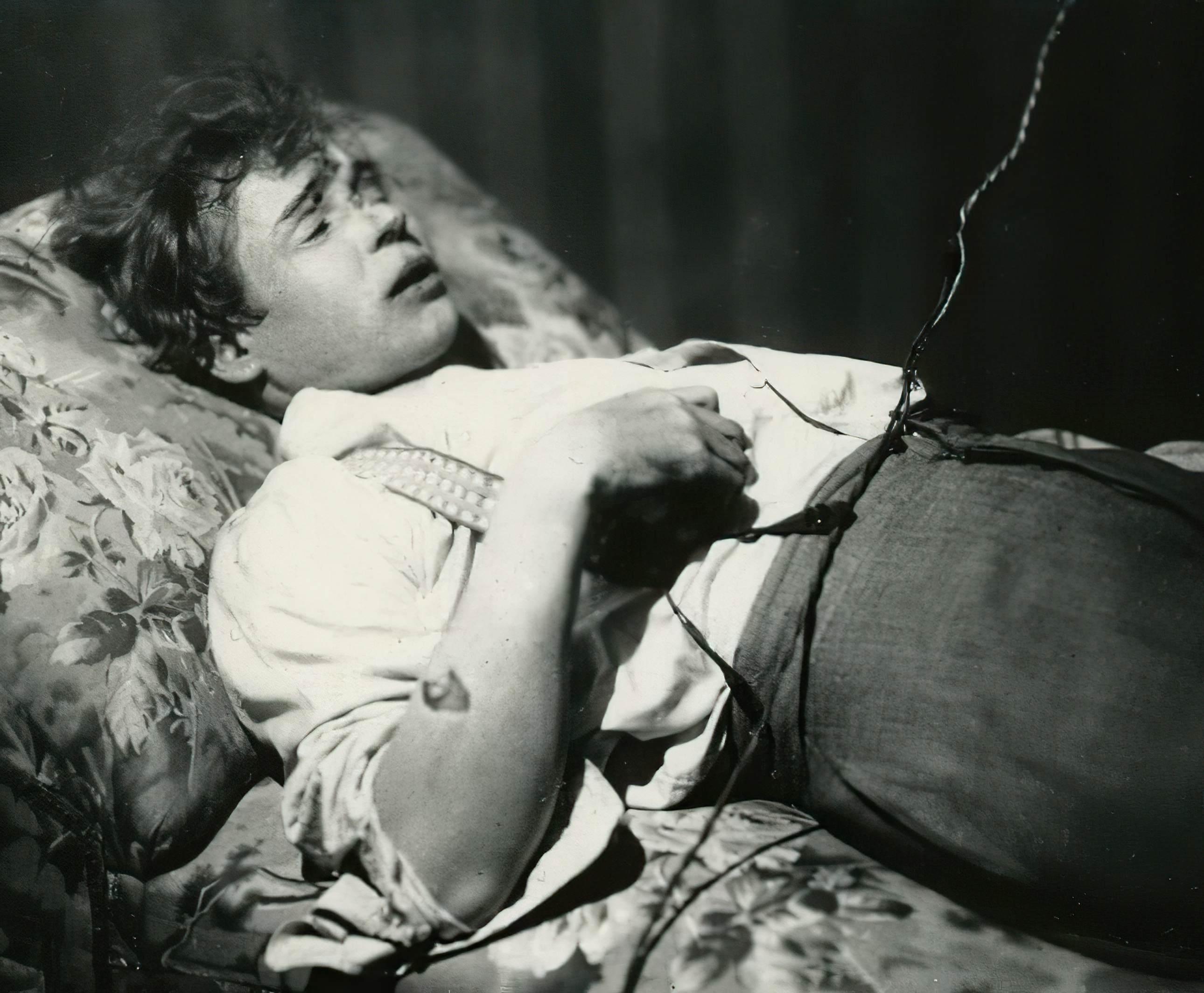
Essénine après son suicide en 1925.

## Œuvres principales
- Radounitsa (1916)
  - La Ravine, dont la traduction en français par Jacques Imbert (Éditions Harpo &) a emporté une Mention spéciale au Prix Russophonie 2009
- Golouben (1918)
- Inonia (1918)
- Les Clés de Marie (1919)
- Les Juments-épaves (1919)
- Treriadnitsa (1920)
- Triptyque (1920)
- Tranfiguration (1920)
- Confession d'un voyou (1921)
- Pougatchev (1921)
- Moscou des cabarets (1924)
- L'Homme noir (1925)
  - Dernière traduction :
  - Poèmes (1910-1925), trad. Christian Mouze, Éditions La Barque, 2015

## Culture populaire
En 2005, le studio russe Pro-Cinema Production produisit une mini-série télévisée intitulée Yesenin sur la vie du poète ; sa mort y est décrite comme un homicide involontaire lors d’une bagarre avec des agents du NKVD s’étant introduits par effraction chez lui, ces derniers maquillant ensuite cela en suicide.
Dans Chants d'utopie, premier cycle de Brice Bonfanti, le chant XI du livre 1 est consacré à Sergueï Essénine sous le titre : Et s'il surgit ? comme un voleur dans notre nuit ?
Le groupe de musique metal Bring Me The Horizon s'inspire, dans son titre "It Was Written In Blood" (album Suicide Season), du poème laissé par l'auteur avant de mourir; le poème est écrit avec son propre sang.